# A Teremtés
Joseph Haydn A Teremtés (németül Die Schöpfung) című oratóriuma (Hob. XXI:2), az oratóriumirodalom egyik kiemelkedő alkotása. Témája a világ teremtésének bibliai leírása. Komponálásának gondolata a szerző angliai látogatása során született, ahol találkozott Linley szövegével, amit van Swieten báró később németre fordított. A komponista 1795 és 1798 között dolgozott a zenén, a bemutató – ami Haydn életének egyik legnagyobb sikerét hozta – Bécsben volt 1798-ban.

## A mű születése

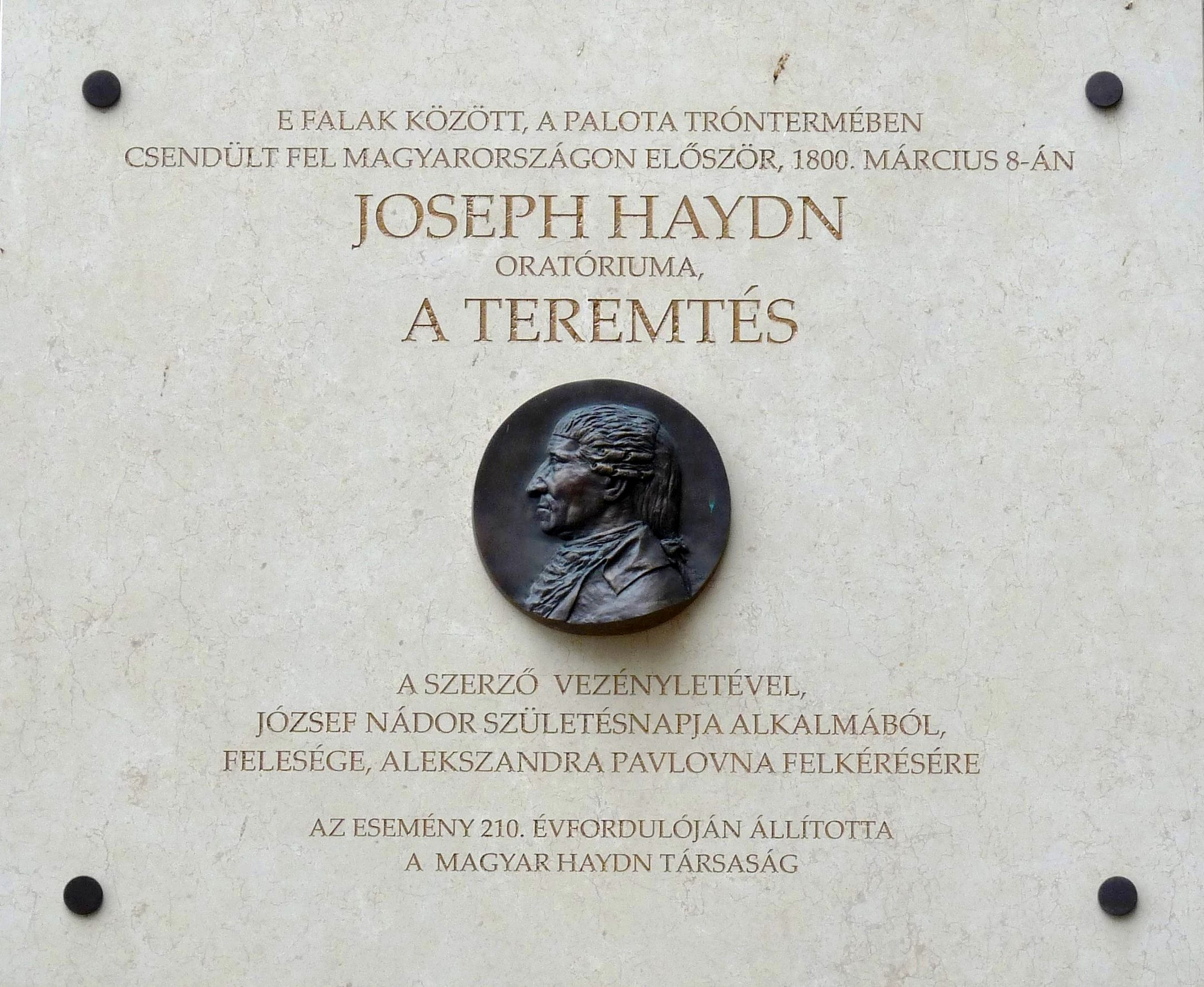
A budai bemutató emléktáblája a Budavári Palota falán

Haydn 1791–1792-ben és 1794–1795-ben járt Angliában, ahol hatalmas sikereket aratott. Közben megismerkedett a helyi zenei élettel, és több Händel-mű, többek között oratóriumok előadásain is részt vett. Ilyen alkalom volt például a Westminsteri apátságban rendezett Händel-emlékünnepség 1791 tavaszán, ahol az Eszter, a Saul, a Judas Maccabeus és a Messiás hangzott fel. Haydnt lenyűgözték Händel oratóriumai, és – noha korábban már írt oratóriumot – a kórus alkalmazása, a zenekar, a kórus és szólóének felhasználásának a drámai hatás szolgálatába állítása újszerű élményt adott számára. Peter Salomon, Haydn első angliai útjának szervezője, megmutatta neki Thomas Linley (1733–1795) szövegét (The Creation of the World, A Világ teremtése), ami John Milton Elveszett paradicsom című műve nyomán született. Ezt a szöveget már Händel is megkapta, de ő túl aprólékosnak, részletezőnek találta a szöveget, ezért nem foglalkozott vele. Haydnt viszont éppen a részletesen megírt természeti képek ragadták meg, ezért hazavitte magával Bécsbe. Ott Gottfried van Swieten báró, diplomata, irodalmár, a bécsi zenei élet egyik központi alakja fordította le németre, és néhány zsoltáridézetet is hozzáfűzött. Haydn 65 éves volt, amikor nekilátott az oratórium komponálásához, három évig dolgozott rajta, végül 1798-ban fejezte be. Ősbemutatója még ebben az évben, április 29-én volt a bécsi Schwarzenberg-palotában, meghívott hallgatóság előtt. Nyilvános bemutatója a bécsi Kärtnertor színházban, 1799. március 19-én volt – hatalmas sikerrel. Bécsen kívüli első előadására 1800. március 8-án, Budán került sor Haydn vezényletével, József nádor és Alekszandra Pavlovna Romanova esküvői–születésnapi ünnepségei keretében. Az eseményre emlékezve a Magyar Haydn Társaság emléktáblát helyezett el a Magyar Nemzeti Galéria C épületének Duna felőli oldalán. Egy legendás történet szerint a budai Alkotás utca a mű hatására készült dombormű után kapta a nevét, amely ma a Kiscelli Múzeumban található.

## A zene
A zenemű három énekes szólistát (szoprán, tenor és basszus) és egy teljes vegyeskart foglalkoztat (a záró, 34. részben egy alt szóló is bekapcsolódik az előadásba). A zenekar szokásos összetétele: három fuvola, két klarinét, két oboa, két fagott, egy kontrafagott, két kürt, két trombita, három harsona, üstdob, zongora vagy csembaló continuo, vonósok. Szereplői Gábriel arkangyal (szoprán), Úriél arkangyal (tenor), Rafael arkangyal (basszus), valamint Ádám és Éva (szoprán és basszus).
A Teremtés három részből, összesen 34 számból áll. Az első rész a teremtés első négy napjáról, a második az ötödik és hatodik napról, míg a harmadik rész az első emberpárról, Ádámról és Éváról szól.
A darab cselekménye az őskáosszal indul (első rész): tartott dallamrészekből, álló akkordcsoportokból bontakozik ki dallam, a természeti rend, az ég és a föld, a fényesség. A zenekari bevezető után máris bekapcsolódik a kórus, aminek az alkalmazását Haydn ugyan Händeltől tanulta, ám nála sokkal erőteljesebben jelenik meg, sokkal gazdagabban alkalmazza. A cselekmény folytatásaként a természeti jelenségek következnek: felhők, vihar, patakok és zöldellő rétek, majd a Nap és a Hold megteremtésével zárul az első rész. A második részben történik a Föld benépesítése, mindez színgazdag, nem ritkán humoros megközelítésben. Haydn láthatóan élvezte ennek a résznek a kimunkálását, szeretetteljes humorral mutatja be a sast, a gyengéd galambpárt, a fülemülét, a víziállatokat és a rovarokat, valamennyit rengeteg zenei finomság alkalmazásával. Ezt követi a háziasított állatok megjelenése, a második rész végén pedig megteremtődik az első emberpár. A harmadik részben – gyönyörű, lírai zenekari bevezető után – Úriél arkangyal mutatja be jóságosan az emberpárt, majd Ádám és Éva boldog párbeszéde következik. A csodálatos zárókórus, amely az Úr dicsőítéséről szól („Minden hang az Urat zengje!”), kettős-fúgával megszólaló hálaének formájában zárja az oratóriumot, amelyben minden zenei résztvevő megszólal: a zenekar, a kórus és az alttal kiegészített szólisták.
Az oratórium előadása – függően az esetlegesen alkalmazott húzásoktól, tempótól – hozzávetőlegesen 105–120 percet vesz igénybe. Hangversenyeken általában egy szünettel adják elő, a második és a harmadik részt szokták összevonni, de más beosztás is előfordul.

## Az oratórium szövege
A magyar szöveg Uhrman György fordítása (Károli Gáspár bibliafordításának és más irodalmi szövegeknek a felhasználásával).
| Német szöveg | Magyar szöveg |
| --- | --- |
| ERSTER TEIL | ELSŐ RÉSZ |
| Nr. 1 Einleitung Die Vorstellung des Chaos | 1. Bevezetés A káosz megjelenítése |
| Rezitativ mit Chor RAPHAEL Im Anfange schuf Gott Himmel und Erde, und die Erde war ohne Form und leer, und Finsternis war auf der Fläche der Tiefe. | Recitativo és kórus RAFAEL Kezdetben teremté Isten az eget és a földet, a föld pedig kietlen és puszta volt és sötétség volt a mélység színén. |
| CHOR Und der Geist Gottes Schwebte auf der Fläche der Wasser, Und Gott sprach: Es werde Licht! Und es ward Licht. | KÓRUS És Isten szelleme lebeg vala a vizek fölött, és mondta Isten: Legyen világosság! és lőn világosság. |
| URIEL Und Gott sah das Licht, daß es gut war, und Gott schied das Licht von der Finsternis. | URIEL És látta Isten, hogy jó a világosság, és elválasztá Isten a világosságot a sötétségtől. |
| Nr. 2 Arie mit Chor URIEL Nun schwanden vor dem heiligen Strahle Des schwarzen Dunkels gräuliche Schatten: Der erste Tag entstand. Verwirrung weicht, und Ordnung keimt empor. Erstarrt entflieht der Höllengeister Schar In des Abgrunds Tiefen hinab Zur ewigen Nacht. | 2. Ária és kórus URIEL Most eltűnnek szent sugarától a fekete sötétnek ijesztő árnyai: lőn az első nap. A káosz meghátrál és megszületik a rend. A pokol szellemeinek serege rémülten szökik alá a mély szakadékba, a végtelen éjbe. |
| CHOR Verzweiflung, Wut und Schrecken Begleiten ihren Sturz, Und eine neue Welt Entspringt auf Gottes Wort. | KÓRUS Kétségbeesés, düh és borzalom kíséri bukásukat, és egy új világ keletkezik az Isten szavára. |
| Nr. 3 Rezitativ RAPHAEL Und Gott machte das Firmament und teilte die Wasser, die unter dem Firmament waren, von den Gewässern, die ober dem Firmament waren, und es ward so. Da tobten brausend heftige Stürme; wie Spreu vor dem Winde, so flogen die Wolken, die Luft durchschnitten feurige Blitze und schrecklich rollten die Donner umher. Der Flut entstieg auf sein Geheiß der allerquickende Regen, der allerverheerende Schauer, der leichte, flockige Schnee. | 3. Recitativo RAFAEL És Isten teremté a mennyboltozatot és elválasztá a mennybolt alatt való vizeket a boltozat felett való vizektől;és úgy lőn. S vad viharok tombolnak, a széltől, mint polyva száll a felleg, a légen keresztülhasít a tüzes villám, szörnyű mennydörgés gördül tova, az Ő parancsára az áradatból mindent frissítő eső támad, mindent elárasztó zápor s könnyű pelyhes hó. |
| Nr. 4 Chor mit Sopransolo GABRIEL Mit Staunen sieht das Wunderwerk Der Himmelsbürger frohe Schar, Und laut ertönt aus ihren Kehlen Des Schöpfers Lob, Das Lob des zweiten Tags. | 4. Kórus, szopránszóló GÁBRIEL Bámulva látja a csodás művet az égilakók örvendő serege és fennhangon zeng torkukból a Teremtő dicsérete. |
| CHOR Und laut ertönt aus ihren Kehlen Des Schöpfers Lob, Das Lob des zweiten Tags. | KÓRUS És fennhangon zeng torkukból a Teremtő dicsérete. |
| Nr. 5 Rezitativ RAPHAEL Und Gott sprach: Es sammle sich das Wasser unter dem Himmel zusammen an einem Platz und es erscheine das trockne Land; und es ward so. Und Gott nannte das trockne Land "Erde" und die Sammlung der Wasser nannte er "Meer"; Und Gott sah, daß es gut war. | 5. Recitativo RAFAEL És monda Isten: gyűljenek egybe az ég alatt való vizek egy helyre, hogy kitessék a száraz föld. És úgy lőn. És nevezé Isten a szárazat Földnek s az egybegyűlt vizeket Tengernek nevezé. És látta Isten, hogy ez jó. |
| Nr. 6 Arie RAPHAEL Rollend in schäumenden Wellen Bewegt sich ungestüm das Meer. Hügel und Felsen erscheinen, Der Berge Gipfel steigt empor. Die Fläche, weit gedehnt, Durchläuft der breite Strom In mancher Krümme. Leise rauschend gleitet fort Im stillen Tal der helle Bach. | 6. Ária RAFAEL Tajtékos hullámokban gördülve nem nyugszik a féktelen tenger. Dombok és sziklák tűnnek elő, a hegycsúcs fölmered. A tágas síkon keresztülfut a széles folyó, sokfelé hajladozva. Halkan csörgedez tova A békés völgyben a fényes patak. |
| Nr. 7 Rezitativ GABRIEL Und Gott sprach: Es bringe die Erde Gras hervor, Kräuter. die Samen geben, und Obstbäume, die Früchte bringen ihrer Art gemäß, die ihren Samen in sich selbst haben auf der Erde; und es ward so. | 7. Recitativo GÁBRIEL És monda Isten: hajtson a föld gyönge füvet, maghozó füvet; gyümölcsfát, mely gyümölcsöt hozzon az ő neme szerint, s olyat, melynek magja a földben van. És úgy lőn. |
| Nr. 8 Arie GABRIEL Nun beut die Flur das frische Grün Dem Auge zur Ergötzung dar. Den anmutsvollen Blick Erhöht der Blumen sanfter Schmuck. Hier duften Kräuter Balsam aus, Hier sproßt den Wunden Heil. Die Zweige krümmt der goldnen Früchte Last; Hier wölbt der Hain zum kühlen Schirme sich, Den steilen Berg bekrönt ein dichter Wald. | 8. Ária GÁBRIEL Most a mező friss zöldre vált a szemnek gyönyörűségére. A csupa kellem látványt fokozza a virágok gyöngéd ékessége: itt a növények balzsamot lehelnek, itt megterem a sebeknek írja. Az ágak meghajlanak az aranyló gyümölcs terhétől, a liget itt hűvös enyhet ád, a meredek ormot sűrű erdő koronázza. |
| Nr. 9 Rezitativ URIEL Und die himmlischen Heerscharen verkündigten den dritten Tag, Gott preisend und sprechend: | 9. Recitativo URIEL És mennyei seregek hirdetik a harmadik napot, az Istent dicsérvén és mondván: |
| Nr. 10 Chor CHOR Stimmt an die Saiten, ergreift die Leier, Laßt euren Lobgesang erschallen! Frohlocket dem Herrn, dem mächtigen Gott, Denn er hat Himmel und Erde Bekleidet in herrlicher Pracht! | 10. Kórus KÓRUS Hangoljátok a húrokat! Kapjátok fel a lantot! Dicsérő himnuszt zengjetek! Örvendezzetek az úrnak, a hatalmas Istennek, ki a mennyet és a földet ragyogó pompába öltözteti. |
| Nr. 11 Rezitativ URIEL Und Gott sprach: Es sein Lichter an der Feste des Himmels, um den Tag von der Nacht zu scheiden und Licht auf der Erde zu geben, und es seien diese für Zeichen und für Zeiten und für Tage und für Jahre. Er machte die Sterne gleichfalls. | 11. Recitativo URIEL És monda Isten: legyenek világító testek az ég boltozatján, hogy elválasszák a nappalt az éjszakától, s hogy fényt árasszanak a földre; s legyenek jelek, meghatározói évszakoknak, napoknak és éveknek. És teremtő a csillagokat hasonlóképpen. |
| Nr. 12 Rezitativ URIEL In vollem glanze steiget jetzt Die Sonne strahlend auf, Ein wonnevoller Bräutigam, Ein Riese stolz und froh, Zu rennen seine Bahn. Mit leisem Gang und sanftem Schimmer Schleicht der Mond die stille Nacht hindurch. Den ausgedehnten Himmelsraum Ziert ohne Zahl der hellen Sterne Gold. Und die Söhne Gottes Verkündigten den vierten Tag Mit himmlischem Gesang, Seine Macht ausrufend also: | 12. Recitativo URIEL Teljes ragyogásában felkél most a szertesugárzó Nap, – vágyteli vőlegény, büszke és örvendező óriás – hogy megfussa pályáját. Könnyed léptekkel, derűs csillogással a Hold lopakodik át a csendes éjszakán. A tágas égi térséget számtalan fénylő aranycsillag díszíti már. S Istennek fiai jelentik a negyedik napot, mennyei dallal imígyen hirdetvén az Ő hatalmát: |
| Nr. 13 Chor mit Soli CHOR Die Himmel erzählen die Ehre Gottes, Und seiner Hände Werk Zeigt an das Firmament. | 13. Kórus és szóló KÓRUS Az egek beszélik el Isten dicsőségét. s kezének műve mutatkozik a mennyboltozaton. |
| GABRIEL, URIEL, RAPHAEL Dem kommenden Tage sagt es der Tag, Die Nacht, die verschwand, der folgenden Nacht. | GÁBRIEL, URIEL, RAFAEL A jövendő napnak beszéli el a nap, s az eltűnő éj az elkövetkezőnek. |
| CHOR Die Himmel erzählen die Ehre Gottes. Und seiner Hände Werk Zeigt an das Firmament. | KÓRUS Az egek beszélik el Isten dicsőségét, s kezének műve mutatkozik a mennyboltozaton. |
| GABRIEL, URIEL, RAPHAEL In alle Welt ergeht das Wort, Jedem Ohre klingend, Keiner Zunge fremd. | GÁBRIEL, URIEL, RAFAEL Az egész világon felhangzik a szó, minden fülben ott cseng, semminő nyelven sem idegen. |
| CHOR Die Himmel erzählen die Ehre Gottes, Und seiner Hände Werk Zeigt an das Firmament. | KÓRUS Az egek beszélik el Isten dicsőségét, s kezének műve mutatkozik a mennyboltozaton. |
| ZWEITER TEIL | MÁSODIK RÉSZ |
| Nr. 14 Rezitativ GABRIEL Und Gott sprach: Es bringe das Wasser in der Fülle hervor webende Geschöpfe, die Leben haben, und Vögel, die über der Erde fliegen mögen in dem offenen Firmamente des Himmels. | 14. Recitativo GÁBRIEL És monda Isten: pezsdüljenek a vizek élő állatok nyüzsgésétől, és a madarak repdessenek a föld felett s a szabad ég boltozatján. |
| Nr. 15 Arie GABRIEL Auf starkem Fittiche Schwinget sich der Adler stolz Und teilet die Luft Im schnellesten Fluge Zur Sonne hin. Den Morgen grüßt Der Lerche frohes Lied, Und Liebe girrt Das zarte Taubenpaar. Aus jedem Busch und Hain erschallt Der Nachtigallen süße Kehle. Noch drückte Gram nicht ihre Brust, Noch war zur Klage nicht gestimmt Ihr reizender Gesang. | 15. Ária GÁBRIEL Erős szárnyain lebegve a büszke sas a levegőt hasítja páratlanul gyors röptében a Nap felé. A reggelt köszönti a vidám pacsirtadal, szerelemtől turbékol a gyöngéd gerlepár. Minden bokorban s ligetben megzendül a csalogány édes torka. Még nem szorítja bú a szívét, még panaszra nem hajol bájos éneke. |
| Nr. 16 Rezitativ RAPHAEL Und Gott schuf große Walfische und ein jedes lebende Geschöpf, das sich beweget, und Gott segnete sie, sprechend: Seid fruchtbar alle, mehret euch, Bewohner der Luft, vermehret euch Und singt auf jedem Aste! Mehret euch, ihr Flutenbewohner, Und füllet jede Tiefe! Seid fruchtbar, wachset, mehret euch, Erfreuet euch in eurem Gott! | 16. Recitativo RAFAEL S teremtett Isten nagy vízi állatokat s mindenféle élő teremtményt, s megáldotta őket Isten, mondván: Szaporodjatok és sokasodjatok, ti, lég lakói, sokasodjatok, és énekeljetek minden ágon! Szaporodjatok ti, vizek lakói, töltsétek be mind a mélységet, legyetek termékenyek, növekedjetek, sokasodjatok, örvendezzetek Isteneteknek! |
| Nr. 17 Rezitativ RAPHAEL Und die Engel rührten ihr' unsterblichen Harfen und sangen die Wunder des fünften Tags. | 17. Recitativo RAFAEL S az angyalok játszottak örökéltű hárfáikon s megénekelték az ötödik nap csodáit. |
| Nr. 18 Terzett GABRIEL In holder Anmut stehn, Mit jungem Grün geschmückt, Die wogigten Hügel da. Aus ihren Adern quillt In fließendem Kristall Der kühlende Bach hervor. | 18. Tercett GÁBRIEL Szépséges bájukban állnak ott friss zölddel díszítve a hullámzó dombok. Ereikből folyékony kristályként buzog elő a hűvös patak. |
| URIEL In frohen Kreisen schwebt, Sich wiegend in der Luft, Der munteren Vögel Schar. Den bunten Federglanz Erhöht im Wechselflug Das goldene Sonnenlicht. | URIEL Vidám körökben szálldos a légben ringatózva a jókedvű madárhad. Tarka tolluk csillogását ide- s tovaröptükben megsokszorozza az aranyló napfény. |
| RAPHAEL Das helle Naß durchblitzt Der Fisch und windet sich Im steten Gewühl umher. Vom tiefsten Meeresgrund Wälzet sich Leviathan Auf schäumender Well' empor. | RAFAEL A fényes vizeken átvillanó halak cikáznak köröskörül rajonként. A tengerek legmélyén hányja magát a leviatán, tajtékos hullámot verve föl. |
| GABRIEL, URIEL, RAPHAEL Wie viel sind deiner Werk', o Gott! Wer fasset ihre Zahl? Wer, o Gott! Wer fasset ihre Zahl? | GÁBRIEL, URIEL, RAFAEL Mily számosak a te műveid, ó Isten! Ki számlálhatja elő? Ki, ó Isten, ki számlálhatja meg? |
| Nr. 19 Chor mit Soli CHOR Der Herr ist groß in seiner Macht, Und ewig bleibt sein Ruhm. | 19. Kórus és szóló KÓRUS Nagy az Úr és hatalmas, s örökkévaló az Ő dicsősége. |
| Nr. 20 Rezitativ RAPHAEL Und Gott sprach: Es bringe die Erde hervor lebende Geschöpfe nach ihrer Art: Vieh und krichendes Gewürm und Tiere der Erde nach ihren Gattungen. | 20. Recitativo RAFAEL És Isten monda: teremjen a föld élő állatokat az ő nemük szerint, barmokat és csúszó-mászó állatokat, és szárazföldi vadakat az ő nemük szerint. |
| Nr. 21 Rezitativ RAPHAEL Gleich öffnet sich der Erde Schoß Und sie gebiert auf Gottes Wort Geschöpfe jeder Art, In vollem Wuchs und ohne Zahl. Vor Freude brüllend steht der Löwe da. Hier schießt der gelenkige Tiger empor. Das zackige Haupt erhebt der schnelle Hirsch. Mit fliegender Mähne springt und wieh'rt Voll Mut und Kraft das edle Roß. Auf grünen Matten weidet schon Das Rind, in Herden abgeteilt. Die Triften deckt, als wie gesät, Das wollenreiche, sanfte Schaf. Wie Staub verbreitet sich In Schwarm und Wirbel Das Heer der Insekten. In langen Zügen kriecht Am Boden das Gewürm. | 21. Recitativo RAFAEL És tüstént megnyílván a föld öle szült az Isten szavára Mindenféle teremtményt, teljes nagyságában és számlálhatatlanul: ott áll az örömében bömbölő oroszlán, itt szökell a hajlékony izmú tigris, ág-bogas fejét emeli a fürge szarvas, vágtat s nyerít a lobogó sörényű, szilaj és csupa-tűz nemes paripa. A zöld réteken legelészik már a csordákba gyűlt marha, a legelőn elszéled a jóllakott, dús-gyapjú, félénkjuhnyáj. Mint porszemek, kavarogva rajzik és nyüzsög a rovarsereg. Hosszan vonulva kúszik a talajon a férgek hada. |
| Nr. 22 Arie RAPHAEL Nun scheint in vollem Glanze der Himmel, Nun prangt in ihrem Schmucke die Erde. Die Luft erfüllt das leichte Gefieder, Das Wasser schwellt der Fische Gewimmel, Den Boden drückt der Tiere Last. Doch war noch alles nicht vollbracht. Dem ganzen fehlte das Geschöpf, Das Gottes Werke dankbar sehn, Des Herren Güte preisen soll. | 22. Ária RAFAEL Most teljes fényben ragyog az ég, ékességében pompázik a föld. A levegőt megtöltik a könnyű tollasok. A víz pezseg a rajzó halaktól, a föld megfeszül az állatok súlya alatt. De még nem teljesedett be minden. A teljességhez hiányzik még a teremtmény, ki Isten művéért hálát érezzen, az Úr jótéteményeit dicsérje. |
| Nr. 23 Rezitativ URIEL Und Gott schuf den Menschen nach seinem Ebenbilde, nach dem Ebenbilde Gottes schuf er ihn. Mann und Weib erschuf er sie. Den Atem des Lebens hauchte er in sein Angesicht, und der Mensch wurde zur lebendigen Seele. | 23. Recitativo URIEL Teremté tehát az Isten az embert az ő képmására, Isten képére teremté őt. Férfit és asszonyt teremtett. S az élet leheletét lehelte az arcába, és az ember élő lélekké lett. |
| Nr. 24 Arie URIEL Mit Würd' und Hoheit angetan, Mit Schönheit, Stärk' und Mut begabt, Gen Himmel aufgerichtet steht der Mensch, Ein Mann und König der Natur. Die breit gewölbt' erhabne Stirn Verkünd't der Weisheit tiefen Sinn, Und aus dem hellen Blicke strahlt Der Geist, des Schöpfers Hauch und Ebenbild. An seinen Busen schmieget sich Für ihn, aus ihm geformt, Die Gattin, hold und anmutsvoll. In froher Unschuld lächelt sie, Des Frühlings reizend Bild, Ihm Liebe, Glück und Wonne zu. | 24. Ária URIEL Méltósággal és fenségesen szépséggel, erővel, bátorsággal felruházva, az ég felé egyenesedve áll az ember a férfi, a természet királya. Szélesen boltozott homloka a bölcsesség legmélyebb lényegét hirdeti. Fényes tekintetéből sugárzik a szellem, a Teremtő lehelete és képe. Keblére simul az érte s belőle formált hitves, szépséges és szeretetreméltó. Derűs ártatlanságában mosolyog a tavasz elbűvölő képe ő – férjének szerelme, boldogsága, vágya.                                                                                    |
| Nr. 25 Rezitativ RAPHAEL Und Gott sah jedes Ding, was er gemacht hatte; und es war sehr gut. Und der himmlische Chor feierte das Ende des sechsten Tages mit lautem Gesang: | 25. Recitativo RAFAEL És Isten látta, hogy minden, mit teremtett vala, íme, igen jó. És a mennyei kar ünnepelte a hatodik nap végét, hangos énekével: |
| Nr. 26 Chor CHOR Vollendet ist das große Werk, Der Schöpfer sieht's und freuet sich. Auch unsre Freund' erschalle laut, Des Herren Lob sei unser Lied! | 26. Kórus KÓRUS Be van fejezve a nagy mű, az Alkotó látja és örül, harsanjon a mi örömünk is, az úr dicsérete legyen dalunk. |
| Nr. 27 Terzett GABRIEL, URIEL Zu dir, o Herr, blickt alles auf. Um Speise fleht dich alles an. Du öffnest deine Hand, Gesättigt werden sie. | 27. Tercett GÁBRIEL, URIEL Reád tekint minden, ó Urunk, táplálékért mind Hozzád esedez. Te megnyitod tenyered És mind megelégíted őket. |
| RAPHAEL Du wendest ab dein Angesicht, Da bebet alles und erstarrt. Du nimmst den Odem weg, In Staub zerfallen sie. | RAFAEL De ha elfordítod arcodat, mind megretten és megrendül. Ha megvonod tőlük leheleted, a porba hullanak szanaszét. |
| GABRIEL, URIEL, RAPHAEL Den Odem hauchst du wieder aus, Und neues Leben sproßt hervor. Verjüngt ist die Gestalt der Erd' An Reiz und Kraft. | GÁBRIEL, URIEL, RAFAEL S ha újra rájuk lehelsz, új élet sarjad elő, megifjodik a föld alakja, vonzása, ereje. |
| Nr. 28 Chor CHOR Vollendet ist das große Werk, Des Herren Lob sei unser Lied! Alles lobe seinen Namen, Denn er allein ist hoch erhaben! Alleluja! Alleluja! | 28. Kórus KÓRUS Be van fejezve a nagy mű. Az Úr dicsérete legyen dalunk! Mindenek dicsérjék az ő nevét, Mert csak Ő magasztos egyedül! Halleluja! |
| DRITTER TEIL | HARMADIK RÉSZ |
| Nr. 29 Orchestereinleitung und Rezitativ URIEL Aus Rosenwolken bricht, Geweckt durch süßen Klang, Der Morgen jung und schön. Vom himmlischen Gewölbe Strömt reine Harmonie Zur Erde hinab. Seht das beglückte Paar, Wie Hand in Hand es geht! Aus ihren Blicken strahlt Des heißen Danks Gefühl. Bald singt in lautem Ton Ihr Mund des Schöpfers Lob; Laßt unsre Stimme dann Sich mengen in ihr Lied. | 29. Zenekari bevezetés és recitativo URIEL Édes hangzatoktól ébred s áttör a rózsás fellegeken az ifjúi, szép Hajnal. Az égi boltozatról tiszta harmónia száll a földre alá. Nézd a boldog párt, amint kéz a kézben halad. Tekintetéből forró hálaérzés sugárzik, csakhamar fennhangon zengi ajkuk a Teremtő dicsőségét. Hadd vegyüljön a mi hangunk is Az ő dalukba! |
| Nr. 30 Duett mit Chor EVA und ADAM Von deiner Güt', o Herr und Gott, Ist Erd' und Himmel voll. Die Welt, so groß, so wunderbar, Ist deiner Hände Werk. | 30. Duett és kórus ÉVA és ÁDÁM A Tejóságoddal, ó Urunk és Istenünk telve a föld és a menny. E világ, oly nagy és csodálatos, a Te kezed munkája. |
| CHOR Gesegnet sei des Herren Macht, Sein Lob erschall' in Ewigkeit. | KÓRUS Áldott legyen az úr hatalma! Dicsérete zengjen mindörökké! |
| ADAM Der Sterne hellster, o wie schön Verkündest du den Tag! Wie schmückst du ihn, o Sonne du, Des Weltalls Seel' und Aug'! | ÁDÁM Ó csillagok legfényesebbike, mily szépen hirdetted az új nappalt. Mily díszessé teszed, ó Nap, te, a világmindenség lelke és szeme. |
| CHOR Macht kund auf eurer weiten Bahn Des Herren Macht und seinen Ruhm! | KÓRUS Hirdesd csak hosszú pályádon az úr hatalmát és dicsőségét! |
| EVA Und du, der Nächte Zierd' und Trost, Und all das strahlend' Heer, Verbreitet überall sein Lob In euerm Chorgesang. | ÉVA És te, éke és vigasza az éjnek, és ti mind, a fénylő sereg, terjesszétek mindenütt az ő dicséretét karban! |
| ADAM Ihr Elemente, deren Kraft Stets neue Formen zeugt, Ihr Dünst' und Nebel, Die der Wind versammelt und vertreibt: | ÁDÁM Ti elemek, kiknek ereje új formákat szül, ti párák és ködök, miket a szél gyűjt össze és szerteszór, |
| EVA, ADAM und CHOR Lobsinget alle Gott, dem Herrn, Groß wie sein Nam' ist seine Macht. | ÉVA, ÁDÁM és KÓRUS Dicshimnuszt zengjetek mind az Istennek, az úrnak! Miként neve, nagy az ő hatalma is. |
| EVA Sanft rauschend lobt, o Quellen, ihn! Den Wipfel neigt, ihr Bäum'! Ihr Pflanzen duftet, Blumen haucht Ihm euern Wohlgeruch! | ÉVA Gyöngéden zsongjátok dicséretét, ó források, csúcsotok meghajtsátok előtte, fák! Ti növények és virágok leheljetek feléje édes illatot! |
| ADAM Ihr, deren Pfad die Höh'n erklimmt, Und ihr, die niedrig kriecht, Ihr, deren Flug die Luft durchschneid't, Und ihr im tiefen Naß: | ÁDÁM Ti, kik a magasba vivő ösvényre hágtok, s ti, ott kúszva alant, s kiknek röpte a levegőt hasítja, és ti, a mély vizekben, |
| EVA, ADAM und CHOR Ihr Tiere, preiset alle Gott! Ihn lobe, was nur Odem hat! | ÉVA, ÁDÁM és KÓRUS És ti állatok: dicsérjétek az Urat! Dicsérje őt mind, ki lélegzik! |
| EVA und ADAM Ihr dunklen Hain', ihr Berg' und Tal', Ihr Zeugen unsres Danks, Ertönen sollt ihr früh und spät Von unserm Lobgesang. | ÉVA és ÁDÁM Ti sötét berkek, hegyek, völgyek, hálánknak tanúi, ti, zendítsétek meg hajnaltól estelig ti is a mi dicsérő énekünket! |
| CHOR Heil dir, o Gott, o Schöpfer, Heil! Aus deinem Wort entstand die Welt, Dich beten Erd' und Himmel an, Wir preisen dich in Ewigkeit! | KÓRUS Üdv néked, ó Isten, Alkotónk, üdv! Szavadra keletkezett a világ. Téged imád a Föld s az Ég, téged dicsérünk mindörökké. |
| Nr. 31 Rezitativ ADAM Nun ist die erste Pflicht erfüllt, Dem Schöpfer haben wir gedankt. Nun folge mir, Gefährtin meines Lebens! Ich leite dich, und jeder Schritt Weckt neue Freud' in unsrer Brust, Zeigt Wunder überall. Erkennen sollst du dann, Welch unaussprechlich Glück Der Herr uns zugedacht. Ihn preisen immerdar, Ihm weihen Herz und Sinn. Komm, folge mir, ich leite dich. | 31. Recitativo ÁDÁM Első kötelességünk teljesítve köszönetet mondtunk Alkotónknak. Kövess most, életem kísérője! Én vezetlek és minden lépés új örömöt ébreszt keblünkben, s csodát mutat mindenütt. Meg kell ismerned hát, mily kimondhatatlan boldogságot adott nékünk az Úr! Őt dicsérve örökösen ünnepelje szívünk és szellemünk! Jöjj, kövess, én vezetlek! |
| EVA O du., für den ich ward, Mein Schirm, mein Schild, mein All! Dein Will' ist mir Gesetz. So hat's der Herr bestimmt, Und dir gehorchen bringt Mir Freude, Glück und Ruhm. | ÉVA Te, akiért én létre keltem, oltalmam, pajzsom, mindenségem, akaratod törvény nékem. Így rendelte ezt az úr. Néked engedelmeskedni örömöm, boldogságom, dicsőségem. |
| Nr. 32 Duett ADAM Holde Gattin, dir zur Seite Fließen sanft die Stunden hin. Jeder Augenblick ist Wonne, Keine Sorge trübet sie. | 32. Duett ÁDÁM Édes hitves, oldaladon édesen futnak az órák. Minden pillanat gyönyört ád, semmi gond meg nem zavarja. |
| EVA Teurer Gatte, dir zur Seite, Schwimmt in Freuden mir das Herz. Dir gewidmet ist mein Leben, Deine Liebe sei mein Lohn. | ÉVA Drága férjem, temelletted örömben fürdik a lelkem, néked ajánlom az éltem, szerelmed a jutalom. |
| ADAM Der tauende Morgen, O wie ermuntert er! | ÁDÁM A harmatos hajnal, ó mennyire frissít! |
| EVA Die Kühle des Abends, O wie erquicket sie! | ÉVA Az estnek hűse hogy felüdít! |
| ADAM Wie labend ist Der runden Früchte Saft! | ÁDÁM Mily zamatos az érett gyümölcs leve. |
| EVA Wie reizend ist Der Blumen süßer Duft! | ÉVA Mint elbájol az édes virágillat. |
| EVA und ADAM Doch ohne dich, was wäre mir | ÉVA és ÁDÁM De nélküled mi volna nékem |
| ADAM Der Morgentau, | ÁDÁM a hajnali harmat, |
| EVA Der Abendhauch, | ÉVA az alkonyi szellő, |
| ADAM Der Früchte Saft, | ÁDÁM a gyümölcsnek leve, |
| EVA Der Blumen Duft. | ÉVA a virág illata? |
| EVA und ADAM Mit dir erhöht sich jede Freude, Mit dir genieß ich doppelt sie, Mit dir ist Seligkeit das Leben, Dir sei es ganz geweiht! | ÉVA és ÁDÁM Együtt veled, az öröm nőttön-nő, veled azt kétszeresen élvezem, tevéled áldás az élet, néked szentelem egészen. |
| Nr. 33 Rezitativ URIEL O glücklich Paar, und glücklich immerfort, Wenn falscher Wahn euch nicht verführt, Noch mehr zu wünschen als ihr habt, Und mehr zu wissen als ihr sollt! | 33. Recitativo URIEL Ó, boldog pár, mindörökre boldog, ha csalfa vakhit félre nem vezet, hogy még többet kívánj, mint amennyit bírsz, a még többet tudj, mint szabad. |
| Nr. 34 Schlußchor mit Soli CHOR Singt dem Herren alle Stimmen! Dankt ihm alle seine Werke! Laßt zu Ehren seines Namens Lob im Wettgesang erschallen! Des Herren Ruhm, er bleibt in Ewigkeit! Amen! | 34. Zárókórus és szóló KÓRUS Minden hang az Urat zengje! Köszönjétek meg néki minden művét! Nevének tiszteletére hangozzék versengve a dicsőítő ének! Az Úrnak dicsősége fennmaradjon örökké! Ámen. |